# Distretto di Kohlu
Il distretto di Kohlu (in urdu: ضلع کوہلو) è un distretto del Belucistan, in Pakistan, che ha come capoluogo Kohlu. Nel 1998 possedeva una popolazione di 99.846 abitanti.